# 1-Chlorobutane
Le 1-chlorobutane (CH3CH2CH2CH2Cl) est un dérivé halogéné du butane, où l'un des atomes d'hydrogène (fixé sur un atome de carbone primaire) a été substitué par un atome de chlore. C'est un halogénure d'alkyle primaire.
En conditions normales, il se présente sous la forme d'un liquide incolore, légèrement volatil, à l'odeur proche de celle du chloroforme.

## Autres propriétés
- Concentration à saturation : 105 394,736 8 ppm
- Coefficient de partage (eau/huile) : 0,00229
- Limite de détection olfactive : 0,9 ppm
- Facteur de conversion (ppm→mg/m³) : 3,786 ppm
- Taux d'évaporation (éther=1) : 2,5

## Synthèse
Le 1-chlorobutane peut être synthétisé par substitution nucléophile du butan-1-ol par l'acide chlorhydrique.

## Utilisation
Comme halogénure d'alkyle primaire, il réagit spécifiquement par des réactions de type SN2. Il peut ainsi être utilisé pour des réactions d'alkylation.
Le 1-chlorobutane peut aussi être utilisé pour synthétiser des composés organométalliques, organomagnésiens ou organolithiens comme le n-Butyllithium :
2 Li + C4H9Cl → C4H9Li + LiCl
Le lithium utilisé pour cette réaction contient en général entre 1 et 3 % de sodium.
Il peut aussi être utilisé comme solvant (par exemple, pour la chromatographie en phase liquide à haute performance - HPLC) et en médecine vétérinaire comme vermifuge.

## Sécurité
Les vapeurs de 1-chlorobutane peuvent former avec l'air un mélange explosif (point d'éclair −9 °C, température d'auto-inflammation 245 °C). Il convient donc de le conserver à l'abri de l'air.